# Jules Pierreclaud
Jules Pierreclaud, né le 9 novembre 1891, mort le 6 novembre 1950, est un receveur des contributions indirectes, surtout connu comme agent, pendant la Seconde Guerre mondiale, de la section F du service secret britannique Special Operations Executive (SOE), section chargée des actions de sabotage et du soutien à la Résistance intérieure française.

## Biographie

### Vie familiale
Jules Pierreclaud est né à Verzé (Saône-et-Loire) le 9 novembre 1891, le plus jeune d’une fratrie de cinq enfants. 
Il se marie en 1920 à Lucie Charpentier (1900-1993). De leur mariage naissent quatre enfants, dont Denise PINEAU et Simone Chalon.
Après avoir été photographe, il devient receveur des contributions indirectes d’abord à Saint-Vérain ; il s’installe ensuite à Cluny, puis à Charolles. Dans ces deux villes, il sera conseiller municipal, destitué par Vichy à Cluny en même temps que le maire Guéritaine.

### Carrière militaire
Le 22 novembre 1909, quelques mois après la mort de sa mère, il s’engage dans l’armée pour quatre ans. Il quitte celle-ci quelques jours avant la fin de son engagement avec le grade de maréchal des logis à la suite d'une grave blessure. Il est réformé avec gratification.
Pendant la Seconde Guerre mondiale, avec quelques amis dont Jean Renaud, il organise la résistance sur le clunysois et rejoint le « réseau Buckmaster » grâce à Joseph Marchand de Lyon, ce qui permet un premier parachutage en octobre 42. Il est alors agent P1. Il devient agent P2 en janvier 1943, chargé de mission 2e classe.
Cet engagement pour la liberté avait été précédé par une action en faveur des réfugiés républicains espagnols. Avec Jean-Louis Delorme, il a organisé leur accueil à Cluny.
Pour raison professionnelle, il est muté à Charolles en avril 1943 ; il y retrouve les résistants locaux affiliés aux mouvements unis de la Résistance (MUR) et qui ne sont pas satisfaits de leur inaction, il les engage avec lui dans le réseau Buckmaster, Ditcher pour la région. Ce mini réseau prend le nom de « Arthur-Marius-Toto-Michel ».
Arthur, c’est Joseph Marchand dit aussi Ange ; Toto, c’est Tiburce, nom de guerre d'Albert Browne-Bartroli ; Marius, sans doute Borosh qui centralise les messages de plusieurs réseaux à Lyon et devient l’organisateur du réseau Silversmith. Michel, c’est Guy d'Artois, le canadien adjoint de Tiburce pour le charollais.
Jules Pierreclaud, dit « le Vieux », devient responsable de l’équipe de parachutage. "Jules Pierreclaud réalisa les premiers contacts avec le réseau Buckmaster qui permirent le parachutage de six tonnes d'armes destinées à la Résistance".
Il est enregistré au numéro 58 dans le rapport Marchand entreposé à Vincennes. Il était recherché par la Gestapo.

### Après-guerre
Il est président du Comité de libération de Charolles, président du Comité cantonal de libération et membre du Comité de Libération de Saône-et-Loire et reçoit un laissez-passer permanent pour tout le territoire, le 1er octobre 1944.
Il est vice-président du COSOR pour le département, chargé de la propagande.
En mars 1943, le Préfet le désigne comme Intendant Général pour centraliser les collectes de fonds, il est aussi à partir de juillet 45 membre du Comité de Contrôle du Service de l’assistance médicale gratuite.
En 1946 il est nommé par l’inspecteur d’académie délégué cantonal de l'Éducation nationale pour trois ans.Mandat renouvelé en 1949.
Militant convaincu, il fut responsable des questions agricoles au Parti socialiste en Saône-et-Loire, ce qui lui fit rédiger de nombreux rapports (le marché noir, la situation de la viande, les vignobles, les coopératives, etc.) et milita dans les années d’après-guerre pour la réorganisation du pays.

## Distinctions
- Chevalier du mérite agricole : 28 octobre 1946
- Médaille de la Résistance : JO du 13 juillet 1947
- Certificat d’appréciation royale et son insigne décerné par le Roi George VI du Royaume-Uni, remis le  4 juin 1949 à Charolles par Sir Robert Parr, consul d’Angleterre à Lyon.

## Sources et références
- Jean-Yves Boursier, Chroniques du maquis 1943-1944, Éditions L'Harmattan, 2000  (ISBN 2-7384-8928-1)
- Rapport Marchand de liquidation du réseau enregistré à Vincennes
- André Jeannet, Mémorial de la Résistance en Saône-et-Loire, JPM éditions, 2005  (ISBN 2847860371)
- Liliane Chalon, Le vieux, Parcours d’un résistant en Saône et Loire, manuscrit
- Archives de Saône-et-Loire

1. ↑  André Jeannet, Mémorial de la Résistance en Saône-et-Loire, JPM éditions, 2005  (ISBN 2847860371), p.313